# Herregårde i Aalborg Amt
Herregårde i Ålborg Amt.
Før kommunalreformen i 1970 bestod amtet af 8 herreder:

## Fleskum Herred
- Egensekloster
- Gudumlund
- Høstemark
- Klarupgård
- Kærager
- Louisendal
- Lundbygård
- Ny Høstemark
- Sohngårdsholm
- Stranderholm
- Vildmosegård
- Aalborg Slot

## Hellum Herred
- Dragsgaard
- Fredenslund
- Gammel Wiffertsholm
- Kongstedlund
- Lindenborg
- Ny Wiffertsholm
- Porsgaard
- Randrup (Skibsted Sogn)
- Ravnborg
- Refsnæs
- Tulsted
- Tustrup (Fræer Sogn)
- Vorgaard

## Hindsted Herred
- Dalsgaard
- Havnø
- Ouegaard
- Vivebrogaard
- Visborggaard
- Villestrup

## Gislum Herred
- Hessel (Lovns Sogn)
- Hvanstrup
- Nøragergård
- Volstrup (Rørbæk Sogn)

## Års Herred
- Halkær
- Lundgaard
- Mølgaard
- Nørlund slot
- Poulholm
- Vitskøl Kloster
- Ørndrup

## Hornum Herred
- Albæk (Suldrup Sogn)
- Buderupholm
- Lundbæk
- Pandum
- Scheelsminde
- St. Restrup
- Torstedlund

## Slet Herred
- Brøndum Hovedgård
- Hornsgård
- Krastrup
- Kyø Hovedgård
- Sebber Kloster
- Vaar

## Kær Herred
- Agdrup
- Attrup, Hammer Sogn
- Birkelse (Åby Sogn)
- Bjørnkær (Biersted Sogn)
- Bjørum
- Elsnab
- Engholm
- Gammel Vraa
- Gettrup
- Hammergaard
- Hvoruptorp
- Julianeholm (Sulsted Sogn)
- Klitgaard
- Langholt
- Mellem Nejsig
- Ny Vraa
- Nørre Rottrup
- Rævkærgård Åby Sogn
- Rødslet
- Skeelslund
- Striben
- Sønder Elkær
- Vang Hovedgård
- Vester Nejsig
- Øster Aslund
- Øster Nejsig